# Leichendiebstahl

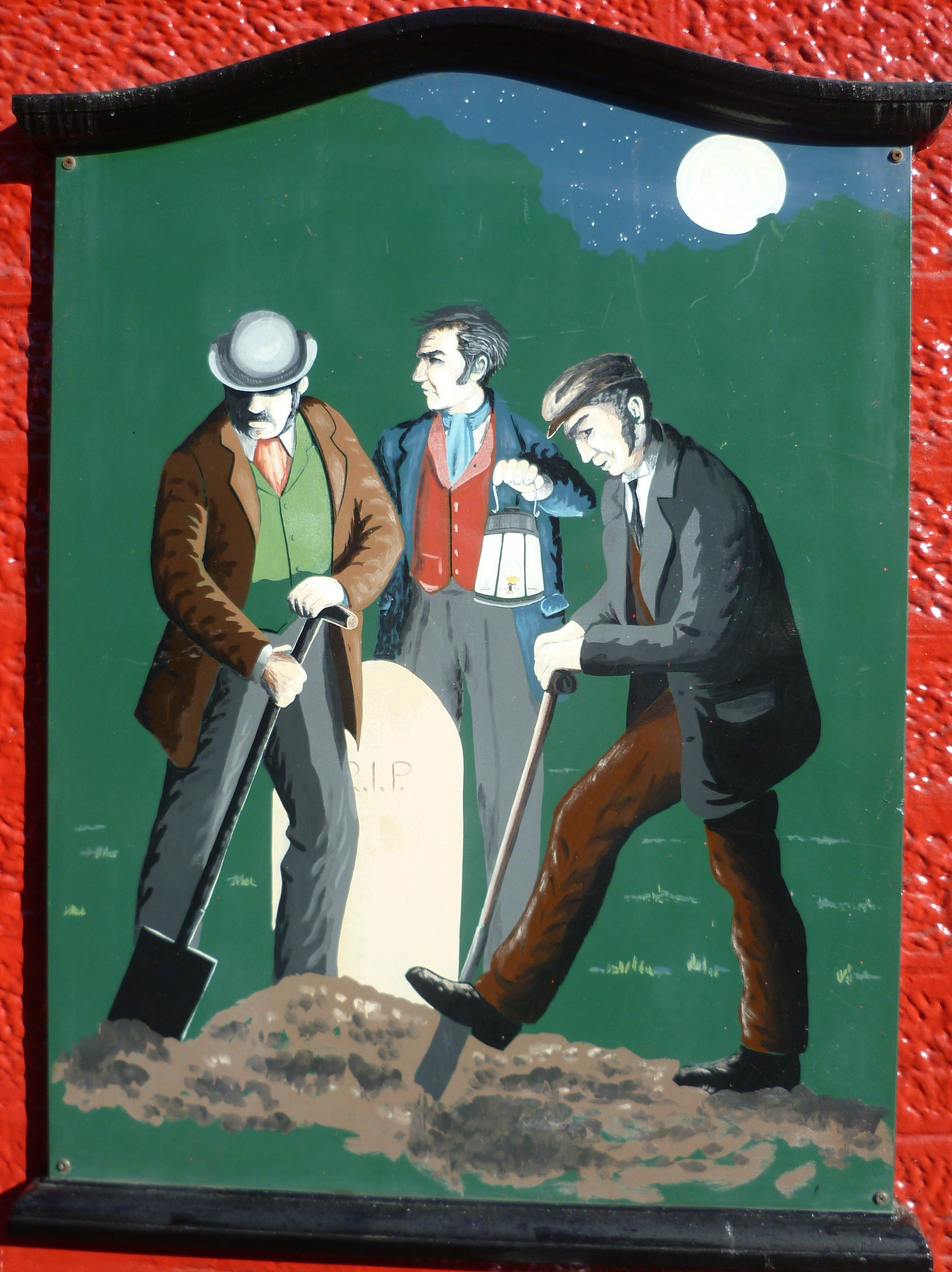
Grabräuber bei der Arbeit, Darstellung aus Midlothian, Schottland

Leichendiebstahl (englisch body snatching) ist die Entwendung von noch nicht beigesetzten Toten aus Leichenhäusern oder Krematorien sowie beigesetzten Leichen oder Gebeinen von Friedhöfen. Meistens werden die entwendeten Leichen oder Schädel an Abnehmer verkauft, die diese für anatomische oder sonstige medizinische Zwecke nutzen. Der Leichenhandel ist in den meisten Ländern verboten.
In seltenen Fällen kommt auch die Entwendung von Leichen durch Nekrophile vor.  In Deutschland wird der Diebstahl von Leichen oder Körperteilen von Leichen als Störung der Totenruhe geahndet, wobei bereits der Versuch strafbar ist.

## Geschichte

### 19. Jahrhundert

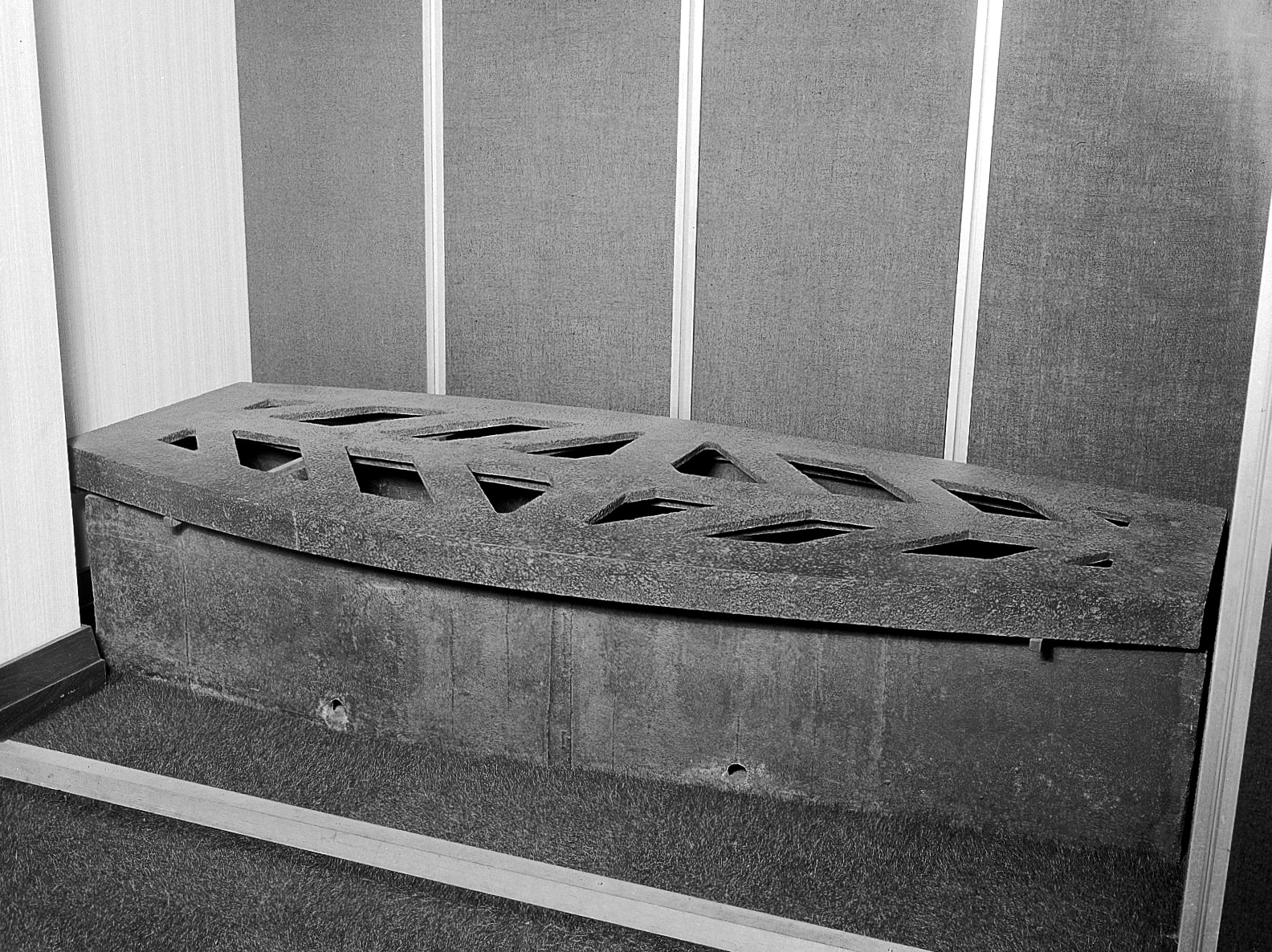
Mortsafe, Schutzsarg zur Absicherung gegen Leichendiebstahl

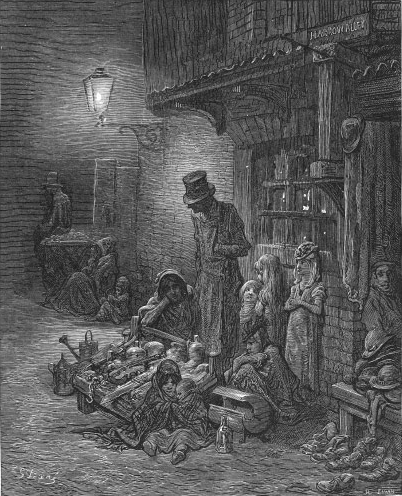
Straßenhändler in den Slums von London; von Gustave Doré: Ein Hundeleben, 1872

Anfang des 19. Jahrhunderts durften in Großbritannien auch Leichen Hingerichteter nur dann obduziert werden, wenn der Urteilsspruch dies ausdrücklich vorsah. Während aber 1831 in England und Wales zwölf Mörder hingerichtet wurden, benötigten die sich erweiternden medizinischen Hochschulen und Forschungseinrichtungen jährlich zwischen fünfhundert und eintausend Leichen. Aus der Situation entwickelte sich ein „grauer Markt“ für aus Friedhöfen entwendete Leichen. Die Entwendung eines Leichnams galt als Vergehen, nicht als möglicherweise mit dem Tode oder der Verbannung bedrohtes Verbrechen, so dass das Risiko einer Gefängnis- oder Geldstrafe den Leichendieben erträglich erschien.
Die Praxis führte dazu, dass nahe der medizinischen Schulen und besonders in Edinburgh dauerhaft verschließbare, eiserne „Sicherheitssärge“ angeboten wurden; eine weitere Methode war es, Eisengitter über den Gräbern anzubringen (Mortsafe).
In den Jahren 1827 und 1828 verkauften William Burke und William Hare in Edinburgh eine Leiche an das Edinburgh Medical College und beschlossen – vom hohen Gewinn überrascht – weitere Menschen zu ermorden. Die daraufhin begangenen Taten gingen als West-Port-Morde in die Geschichte ein.
1831 waren in London drei Viertel der Bevölkerung sehr arm, die Kindersterblichkeit hoch. Auf Grund der schlechten Ernährung – die Menschen konnten sich keine vitaminreiche Nahrung wie z. B. Obst kaufen – waren Krankheiten wie Skorbut häufig. Das Wasser der Themse, in der man Abwässer und Leichen entsorgte, diente den Armen als Trinkwasser; das ungefilterte Wasser führte vor allem in den Elendsvierteln zu Durchfallkrankheiten. Korruption, Raub und Prostitution waren verbreitet, da viele der Armen keinen anderen Weg zu überleben sahen. Aus ihren Kreisen kamen die berufsmäßigen Leichendiebe (engl. body snatchers,. Resurrection men: Männer die Tote wieder auferstehen lassen). Sie stahlen kürzlich Verstorbene aus Krankenhäusern, aus den Aufbahrungshallen oder gruben sie aus. Chirurgen zahlten für frische Leichen bis zu 20 Pfund; nicht mehr anatomisch verwendbare Leichen dienten Zahnärzten (Gebisse), Perückenmachern und Altkleiderhändlern als Material.
Da Leichenhändler für besonders „frisches“ Material besser bezahlt wurden, kam es 1827 und 1828 in Edinburgh, später auch in London zu Verhaftungen nach damit zusammenhängenden Verbrechen. Drei später als London Burkers bekannt gewordene Leichenhändler (James May, John Bishop und Thomas Williams) wurden in London festgenommen, und John Bishop und Thomas Williams gestanden nach zwei Tagen, zwei Jungen und eine obdachlose Frau ermordet und dann verkauft zu haben; den Mitbeschuldigten James May entlasteten die beiden geständigen Mörder. Thomas Williams und John Bishop wurden hingerichtet und ihre Körper zur Sektion freigegeben.
Am 11. Mai 1832 wurde ein Anatomiegesetz verabschiedet. Es erlaubte den Anatomen, von Anverwandten nicht beanspruchte Leichen zu sezieren. Damit keine Leichen mehr illegal seziert wurden, wurde ein „Inspektor für Anatomie“ ernannt (engl. Her Majesty’s Inspector of Anatomy).

### Gegenwart
Mit zunehmendem Fortschritt der Transplantationsmedizin erlangten menschliche Körperteile sowohl von Lebenden als auch von Verstorbenen unter anderem im Organ- und Menschenhandel eine besondere Bedeutung, da es gemessen am Bedarf zu wenige gespendete Organe gibt. Mutmaßlich werden auch Morde zum Zwecke der Organentnahme begangen – so an Straßenkindern in der Dritten Welt und an serbischen Kriegsgefangenen und Zivilisten durch die „Kosovo-Befreiungsarmee“.
Anfang der 1980er Jahre wurden aus Norddeutschland Leichendiebstähle gemeldet, die anscheinend keinen wirtschaftlichen Hintergrund hatten.
2005 wurde ein Amerikaner zu zwei Jahren Haft verurteilt, weil er aus dem Leichenschauhaus seines Arbeitgebers über siebzig Kilogramm Leichenteile gestohlen hatte, um daran das Sezieren zu „üben“.
2006 wurde in New York eine Gruppe um den früheren Zahnarzt Michael Mastromarino verhaftet, die Körperteile und Organe ohne Einwilligung der Spender weiterverkauft hatten. Mastromarino erhielt die Leichenteile aus dem Daniel George Funeral Home in Brooklyn, einem Bestattungsunternehmen, in dem er sich mit seiner Firma BioMedical Tissue Services einmietete. Er und seine Komplizen verkauften Knochen, Gewebe und andere Körperteile von mehr als 1000 Leichen an börsennotierte Gewebebanken und strichen damit Millionengewinne ein. Teilweise wurden die Leichen, denen Knochen und Gewebe entnommen worden waren, mit PVC-Rohren und Ähnlichem präpariert. Damit sollte verhindert werden, dass die Angehörigen neugierig wurden.
Mastromarino wurde am 27. Juni 2008 zu einer Haftstrafe zwischen 18 und 54 Jahren verurteilt.
Über diesen Fall, der in New York als BTS-Skandal bekannt wurde, drehte der Filmemacher Toby Dye im Jahr 2010 die Dokumentation Body Snatcher of New York.
Schlagzeilen machte die Schändung des Grabs von Friedrich Karl Flick, als Unbekannte 2008 den Edelstahlsarg samt Leichnam aus dem Familienmausoleum in Velden am Wörthersee entwendeten.

## Strafbarkeit

### Leichendiebstahl als Strafbestand
Die Entwendung einer menschlichen Leiche ist als Störung der Totenruhe in Deutschland nach § 168 StGB und in Österreich nach § 190 Abs 1 StGB. Strafbar macht sich danach wer eine Leiche, eine tote Leibesfrucht, Teile davon oder eine zu Asche verbrannte Leiche entwendet oder beim Versuch dies zu tun überführt wird. Bei der Aneignung des Zahngoldes nach der Verbrennung des Körpers sah das OLG Bamberg die Störung der Totenruhe für gegeben an; das OLG Nürnberg hat dies verneint.
Eine Strafbarkeit der Wegnahme der Leiche als Diebstahl scheidet im Regelfall aus, da eine Leiche keine Sache ist. Dies beruht auf einer Entscheidung des Reichsgerichts, wonach am menschlichen Körper keine Eigentumsrechte bestehen, der Körper daher nach dem Ableben herrenlos wird. Anders verhält es sich bei sogenannten Museums- oder Anatomieleichen, die Teil des Rechtsverkehrs sind, hier ist Diebstahl und Sachbeschädigung möglich.

### Ordnungsgemäßer Transport von Leichen
Für die legale Überführung einer Leiche wird zusätzlich zum Totenschein ein Leichenpass benötigt, z. B. für den Transport zur Obduktion in einer rechtsmedizinischen Einrichtung, oder bei einer Umbettung auf einen anderen Friedhof oder der Überführung Verstorbener aus dem Ausland.

## Literarische Verarbeitung
Die Erzählung des schottischen Schriftstellers Robert Louis Stevenson „Der Leichenräuber“ (The Body Snatcher) aus dem Jahre 1884 spielt vor dem Hintergrunde des bis 1832 grassierenden Leichenhandels; das Werk wurde 1945 (Der Leichendieb) und 1966 verfilmt. Auch die Erzählung Der Fall Charles Dexter Ward (1927) des US-amerikanischen Schriftstellers H. P. Lovecraft befasst sich mit dem Diebstahl Verstorbener. Tess Gerritsens historischer Roman Leichenraub (engl.: The Bone Garden) erschien 2008 in Deutschland.